# Takuwa
Takuwa – gaun wikas samiti we wschodniej części Nepalu w strefie Kośi w dystrykcie Morang. Według nepalskiego spisu powszechnego z 2001 roku liczył on 1521 gospodarstw domowych i 7289 mieszkańców (3573 kobiet i 3716 mężczyzn).